# 1245

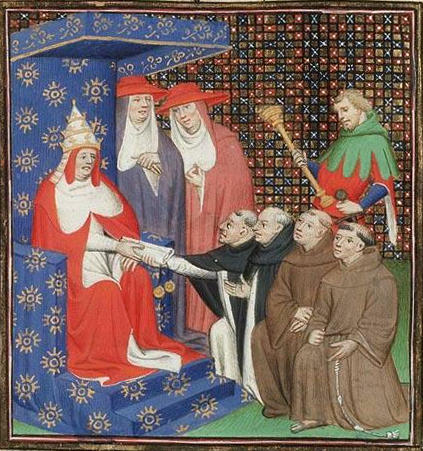
Paus Innocentius IV zendt gezanten naar de Tataren (Mongolen)

Het jaar 1245 is het 45e jaar in de 13e eeuw volgens de christelijke jaartelling.

## Gebeurtenissen
maart
- Paus Innocentius IV laat de volgende bullen uitgaan:
  - Dei patris immensa (5 maart): Oproep aan de Mongolen zich tot het christendom te bekeren.
  - Cum non solum (13 maart): Oproep aan de Mongolen hun aanvallen, in het bijzonder op christelijke staten, te stoppen.
  - Inter alia desiderabilia (20 maart): Koning Sancho II van Portugal wordt tot ketter verklaard en dient derhalve te worden afgezet.
  - Cum simus super (eind maart): Roept op tot eenheid in het christendom en bevestigt het primaat van de paus.

juni
- 28 tot 17 juli - Eerste Concilie van Lyon: Keizer Frederik II wordt afgezet verklaard door paus Innocentiux IV.
  - Alfonso van Bourgondië, de broer van Sancho II van Portugal, wordt tot vertegenwoordiger en indirect derhalve koning van Portugal benoemd.
  - Vier gezantschappen worden uitgezonden naar de Mongolen met de brieven Dei patris immensa en Cum non solum: Johannes van Pian del Carpine, André de Longjumeau, Ascelin van Cremona en Laurens van Portugal (de laatste is mogelijk niet daadwerkelijk vertrokken).

augustus
- 17 - Bij Jaroslavl verslaat Daniël van Galicië de verenigde troepen van de vorst van Tsjernihiv, Polen, Hongarije en ontevreden bojaren versloeg. Daarmee heeft hij Galicië-Wolynië eindelijk volledig in handen, en heeft hij het rijk van zijn vader heeft hersteld

november
- Ordinem vestrum (14 november): Versoepeling van het verbod op bezittingen voor de Franiscaners.
- 23 - Floris, regent van Holland, schenkt stadsrechtenn aan Haarlem.

zonder datum
- Regensburg wordt een Vrije Rijksstad, zie Rijksstad Regensburg.
- Tielt krijgt stadsrechten.
- De Universiteit van Valencia wordt gesticht.
- De kathedraal van Gamla Uppsala wordt door brand verwoest. De bisschop verplaatst zijn zetel verder stroomafwaarts, waar de stad Uppsala ontstaat.
- Johannes III Doukas Vatatzes van keizerrijk Nicaea trouwt met Constance, de dochter van keizer Frederik II.

## Opvolging
- patriarch van Antiochië (Grieks): Dorotheüs opgevolgd door Simeon II
- patriarch van Antiochië (Latijns): Albert Rezzato opgevolgd door Opizo Frieschi
- Georgië: Roesoedan opgevolgd door zijn zoon David VI Narin
- Maronitische kerk (patriarch): Johannes IV van Jaje opgevolgd door Simeon I
- Provence: Raymond Berengarius V opgevolgd door zijndochter Beatrix

## Afbeeldingen

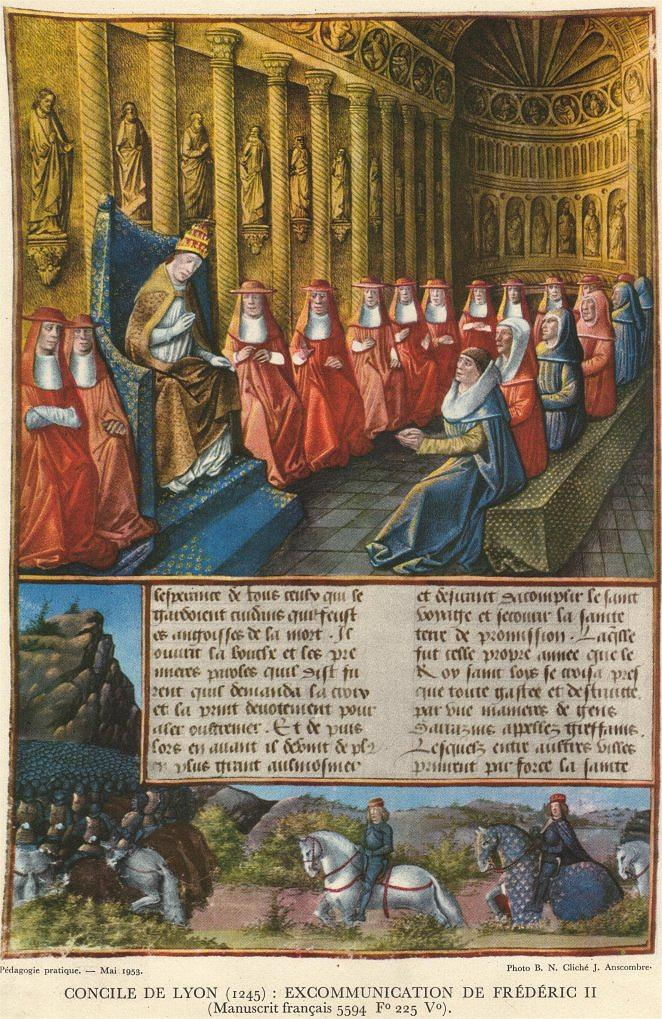
Frederik II afgezet op het Concilie van Lyon
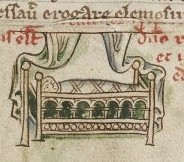
Geboorte van prins Edmund van Engeland

## Geboren
- 16 januari - Edmund van Lancaster, Engels prins en edelman, tegenkoning van Sicilië
- 3 april - Filips III, koning van Frankrijk (1270-1285)
- Nicolaas van Tolentijn, Italiaans monnik (jaartal bij benadering)
- Mercadera, Aragonse volksheldin (jaartal bij benadering)

## Overleden
- 19 augustus - Raymond Berengarius V, graaf van Provence
- 4 december - Poppo van Andechs-Meranië, bisschop van Bamberg
- Roesoedan (~51), koning van Georgië (1223-1245)